# Forêt royale du Royaume-Uni

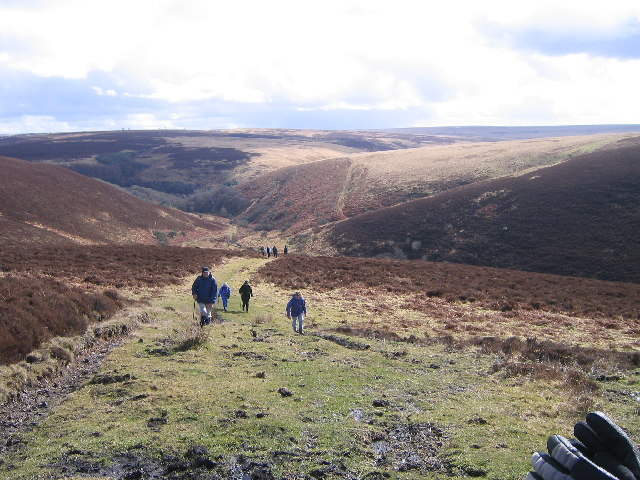
La forêt royale d'Exmoor dans le Devon. Les forêts royales n'incluent pas nécessairement les bois

Une forêt royale (Royal forest), parfois connue sous le nom de kingswood ( latin : silva regis ),, est une zone de terre avec des définitions différentes en Angleterre, au Pays de Galles, en Écosse et en Irlande. Le terme forest dans la compréhension moderne ordinaire fait référence à une superficie de terres boisées; cependant, le sens médiéval original était plus proche de l'idée moderne d'une « réserve » — c'est-à-dire une terre légalement réservée à des fins spécifiques telles que la chasse royale — avec moins d'accent sur son peuplement. Il existe également des interprétations différentes et contextuelles en Europe continentale dérivées des systèmes juridiques carolingien et mérovingien.

## Étymologie et sémantique du mot «Forest»
Le mot forest dérive du vieux français forêt (également forès ), désignant une vaste étendue couverte d'arbres; « forest » a été introduit pour la première fois en anglais comme le mot désignant une terre sauvage réservée à la chasse, sans nécessairement être couverte d'arbres. Emprunt probable au francique ou au vieux haut allemand, du latin médiéval foresta , désignant un « bois ouvert », les scribes carolingiens ont d'abord utilisé foresta dans les capitulaires de Charlemagne, spécifiquement pour désigner les terrains de chasse du roi. Le mot n'était pas endémique aux langues romanes: par exemple, les mots indigènes pour forêt dans les langues romanes dérivent du latin silva ( cf. l'anglais sylva et sylvan ; l'italien, l'espagnol et le portugais selva ; le roumain silva ; l'ancien français selve). Les mots apparentés à forest dans les langues romanes - par exemple, l'italien foresta, l'espagnol et le portugais floresta, etc. - sont tous en fin de compte dérivés du mot français.
L'origine précise du latin médiéval foresta est obscur. Certaines autorités affirment que le mot dérive de l'expression latine tardive forestam silvam, désignant « le bois extérieur »; d'autres prétendent que le mot est une latinisation du franc forhist, désignant « une forêt, un pays boisé », et a été assimilé à forestam silvam, conformément à la pratique courante des scribes francs. Le vieil haut allemand forst désignant forêt ; Vorst du moyen bas allemand désignant la forêt; le Vieil anglais fyrhþ désignant « forêt, bois, réserve de gibier, terrain de chasse » ( frith anglais ); et le vieux norrois fýri, désignant « forêt de conifères » ; qui dérivent tous du proto-germanique * furhísa-, * furhíþija-, désignant une forêt de sapins, de conifères, du proto-indo-européen * perk w u-, désignant « une forêt de conifères ou de montagne, boisée en hauteur » attestent tous du forhist franc*.
Les utilisations de forest en anglais pour désigner toute zone inhabitée et non fermée sont actuellement considérées comme archaïques. Les dirigeants normands d'Angleterre ont introduit le mot comme terme juridique, comme on le voit dans des textes latins tels que la Magna Carta, pour désigner les terres incultes légalement destinées à la chasse par la noblesse féodale (forêt royale),.
Ces forêts de chasse ne contenaient pas nécessairement d'arbres. Parce qu'elles comprenaient souvent d'importantes zones boisées, « forest » en vint finalement à évoquer la forêt en général, quelle que soit la densité des arbres[réf. nécessaire]. Au début du XIVe siècle, les textes anglais utilisaient le mot dans ses trois sens : commun, juridique et archaïque. Les autres mots anglais utilisés pour désigner une zone à forte densité d'arbres sont firth, frith, holt, weald, wold, wood et woodland. Contrairement à forest, ceux-ci sont tous dérivés du vieil anglais et n'ont pas été empruntés à une autre langue. Certaines classifications actuelles réservent woodland pour désigner un lieu avec plus d'espace ouvert entre les arbres et répartissent les woodland en open forests et closed forests selon la fermeture du couvert (en) . Enfin, sylva (pluriel sylvae ou, moins classiquement, sylvas ) est une orthographe anglaise particulière du latin silva, désignant « un bois », et a un précédent en anglais, y compris ses formes plurielles. Alors que son utilisation comme synonyme de forest, et comme mot latin pour désigner une forêt, peut être admise ; dans un sens technique spécifique, il se limite à désigner les espèces d'arbres qui composent les forêts d'une région, comme dans son sens dans le domaine de la silviculture. Le recours à sylva en anglais indique plus précisément la dénotation que l'usage de forest entend.
Selon les définitions de l'utilisation des terres, il existe des variations considérables quant à l'emplacement des recouvrement de sens entre forest, woodland et savana . Selon certaines définitions, pour être considérée comme une forest, il faut des niveaux très élevés de couvert arboré, de 60 % à 100 %; ce qui exclut les forêts et les savanes, qui ont un couvert forestier plus faible. D'autres définitions considèrent les savanes comme un type de forêt et incluent toutes les zones avec des couverts arborés supérieurs à 10%.

## Introduction historique
Dans l'Angleterre anglo-saxonne, bien que les rois aient été de grands chasseurs, jamais aucune«    »zone  n'a été mise de côté et déclarées en dehors (latin foris) de la loi du pays. Les historiens ne trouvent aucune preuve que les monarques anglo-saxons (vers 500 à 1066) aient créé des forest. Cependant, sous les rois normands (après 1066), par prérogative royale, la Forest Law était largement appliquée. La loi a été conçue pour protéger la venaison et le vert: les animaux « nobles  » de la chasse – notamment le cerf élaphe et le daim, le chevreuil et le sanglier – et les pâtures qui les nourrit. Les forêts étaient conçues comme des zones de chasse réservées au monarque ou (sur invitation) à l'aristocratie. Le concept a été introduit par les Normands en Angleterre au XIe siècle, et à l'apogée de cette pratique à la fin du XIIe siècle et au début du XIIIe siècle, un bon tiers de la superficie du sud de l'Angleterre a été désignée comme forêt royale ; à un moment donné au XIIe siècle, tout l'Essex était afforesté (afforested) et, à son avènement, Henri II déclara que tout le Huntingdonshire était une forest.

Le reboisement, en particulier la création de la New Forest, occupe une place importante dans l'histoire populaire du joug normand (en), qui amplifie ce qui était déjà un grave offense sociale : l'image de colonies prospères bouleversées, de maisons incendiées, de paysans expulsés, le tout pour servir le plaisir du tyran étranger, est un élément familier dans l'histoire nationale anglaise. L'étendue et l'intensité des difficultés et du dépeuplement ont été exagérées, a observé H. R. Loyn (en) : 

« the picture of prosperous settlements disrupted, houses burned, peasants evicted, all to serve the pleasure of the foreign tyrant, is a familiar element in the English national story […] . The extent and intensity of hardship and of depopulation have been exaggerated. Even so, it would be foolish to deny that the creation of the New Forest was an outstanding example of Norman high-handedness. »

— H.R. Loyn, Anglo Saxon England and the Norman Conquest
La Forest Law prévoyait des peines sévères pour quiconque commettait l'une des nombreuses infractions dans les forêts; au milieu du XVIIe siècle, l'application de cette loi s'était éteinte, mais de nombreuses forêts d'Angleterre portaient encore le titre de « forêt royale ». Au Moyen Âge, la pratique consistant à réserver des terres à l'usage exclusif de l'aristocratie était courante dans toute l'Europe.
Les forêts royales comprenaient généralement de vastes étendues de landes, de prairies et de zones humides. - tout milieu où évoluent les cerfs et autres gibiers. En outre, lorsqu'une zone était initialement désignée comme forest, tous les villages, villes et champs qui s'y trouvaient étaient également soumis à la Forest Law. Ce qui pouvait nourrir un ressentiment car les habitants locaux étaient alors limités dans l'utilisation des terres sur lesquelles ils comptaient auparavant pour leurs moyens de subsistance; cependant, les droits communs n'ont pas été éteints, mais simplement réduits.

## Zones choisies pour les forêts royales
Les zones qui sont devenues les forêts royales étaient déjà relativement sauvages et peu peuplées, et pouvaient être liées à des caractéristiques géographiques spécifiques qui les ont rendues plus difficiles à travailler en tant que terres agricoles. Les régions prospères et bien cultivées n'étaient généralement pas choisies pour être boisées; si elles l'étaient, elles avaient tendance à perdre leur statut assez rapidement.
Dans le Sud-Ouest de l'Angleterre, les forêts s'étendaient à travers la vallée argileuse du Jurassique supérieur. Dans les Midlands, la plaine argileuse entourant la rivière Severn était fortement boisée. Les sols argileux de l'Oxfordshire, du Buckinghamshire, du Huntingdonshire et du Northamptonshire formaient une autre ceinture de forêts. Dans le Hampshire, le Berkshire et le Surrey, des forêts ont été établies sur des sols acides sablonneux et graveleux. Dans les Highlands écossais, une « deer forest » n'a généralement pas d'arbres du tout.
Les marais du Lincolnshire furent afforestés. Les landes des hautes terres furent également choisies, telles que Dartmoor et Exmoor dans le sud-ouest, et la Peak Forest du Derbyshire. Sur les landes du North Yorkshire, un plateau de grès, certain nombre de forêts royales furent établies.

## Forest Law

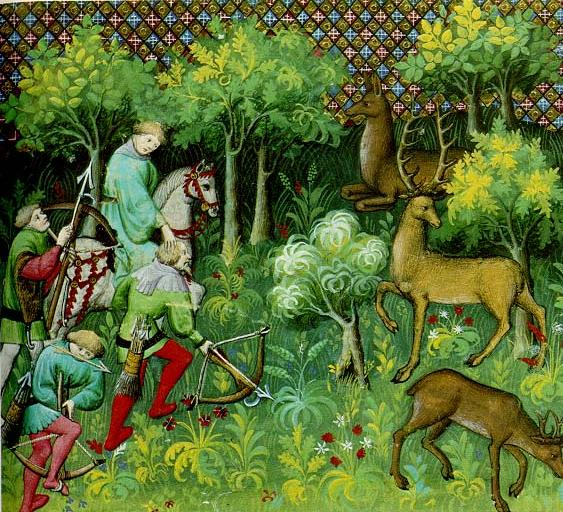
Scène de forêt médiévale, du Livre de chasse (1387)

Guillaume le Conquérant, grand amateur de chasse, établit le système des lois forestières (forest law). Il a fonctionné en dehors de la common law et a servi à protéger le gibier et son habitat forestier de la destruction. L'année de sa mort, en 1087, un poème, « The Rime of King William (en) », inséré dans le Peterborough Chronicle, exprime l'indignation anglaise contre les lois forestières.

### Infractions
Les infractions au droit forestier étaient divisées en deux catégories : les atteintes au vert (la végétation de la forêt) et à la venison (le gibier). Les cinq animaux de la forêt protégés par la loi ont été donnés par John Manwood (en), comme étant le Hart (en) (un hart est un cerf élaphe mâle, synonyme de cerf et utilisé en opposition à la biche; l'utilisation peut maintenant être considérée comme principalement poétique ou archaïque) et la biche (cerf élaphe), le sanglier, le lièvre et le loup (en Angleterre, le sanglier s'est éteint à l'état sauvage au XIIIe siècle et le loup à la fin du XVe siècle). On disait aussi que la protection s'étendait aux beast of chase (en), au cerf et au daim, au renard, à la martre et au chevreuil, ainsi qu'aux bêtes et oiseaux de garenne : le lièvre, le cône, le faisan et la perdrix. Les droits de chasse et de garenne (c'est-à-dire de chasser de telles bêtes) étaient souvent accordés à la noblesse locale moyennant des frais, mais constituaient un concept tout à fait distinct.
Les intrusions contre le vert étaient assez étendues: elles comprenaient « purpresture » (empiètement ou appropriation personnelle illégale), « assarting (en) » (le fait ou le délit d'arracher des arbres et des buissons), le défrichement des terres forestières pour l'agriculture et l'abattage d'arbres ou le défrichage d'arbustes, entre autres. Ces lois s'appliquaient à toute terre située à l'intérieur des limites de la forest, même si elle était en propriété libre ; bien que la Charte des forêts de 1217 ait établi que tous les hommes libres possédant des terres dans la forest jouissaient des droits d'« agistment  » (le droit de pâturage) et de pannage (voir ci-dessous).
De plus, il était interdit aux habitants de la « forest » de porter des armes de chasse; les chiens étaient interdits dans la forêt; les mastiffs étaient autorisés comme chiens de garde, mais ont devait leur enlever les griffes pour les empêcher de chasser le gibier.
Les terres déboisées en lisière de forêt étaient appelées « Purlieu (en) » ; l'agriculture était ici autorisée et les cerfs s'échappant de la forêt pouvaient y être tués s'ils causaient des dommages.

### Droits et privilèges
Le paiement de l'accès à certains droits pourrait constituer une source de revenus utile. Les nobles locaux pourraient obtenir une licence royale pour prendre une certaine quantité de gibier. Les habitants ordinaires de la forêt pourraient, selon leur emplacement, posséder une variété de droits: estover (en) , le droit de prendre du bois de chauffage, pannage, le droit de faire paître les porcs dans la forêt, turbary (en), le droit de couper le gazon (comme combustible), et divers autres droits de pâturage (agistment) et de récolte des produits de la forêt. La terre peut être entièrement déforestées, ou une autorisation peut être donnée pour assart et purpresture.

### Officiers
Les juges de la forêt étaient les Justices in eyre (en) et les verderers.
Le principal fonctionnaire royal était le warden (gardien). Comme il était souvent un magnat éminent et préoccupé, ses pouvoirs étaient fréquemment exercés par un député. Il supervisait les foresters et under-foresters qui s'occupaient personnellement de préserver la forêt et le gibier et d'appréhender les contrevenants à la loi. Les agisters surveillaient le pannage et l'tagistment et percevaient les redevances y afférentes. La nomenclature des officiers peut être quelque peu déroutante : le grade immédiatement inférieur au connétable était appelé foresters-in-fee, ou, plus tard, woodwards, qui détenait des terres dans la forêt en échange d'un loyer, et conseillait le gardien. Ils exerçaient divers privilèges au sein de leurs bailliages. Leurs subordonnés étaient les under-foresters, plus tard appelés rangers. On dit parfois que les rangers sont des patrollers of the purlieu.
Un autre groupe, appelé serjeants (en)-in-fee, et plus tard, foresters-in-fee (à ne pas confondre avec les précédents), possédait de petits domaines en échange de leur service de patrouille dans la forêt et d'arrestation des contrevenants.
Les forêts avaient aussi des surveyors (arpenteurs),, qui déterminaient les limites de la forêt, et des regarders. Ces derniers ont fait rapport au siège de la cour de justice et ont enquêté sur les empiètements sur la forêt et l'atteinte aux droits royaux, comme l'assarting. Bien que leurs visites aient été peu fréquentes, en raison de l'intervalle de temps entre les tribunaux, ils ont fourni un contrôle contre la collusion entre les foresters et les contrevenants locaux.

### Tribunaux
Blackstone donne le schéma suivant des tribunaux forestiers, tels qu'ils sont théoriquement construits :
- Court of attachment, parfois appelée Forty-Day Court ou Woodmote. Cette cour se tenait tous les quarante jours et était présidée par des verderers et le Warden ou son adjoint. Les foresters ont saisi (en) les personnes qui avaient commis des délits contre la Forest Law et les ont traduites devant ce tribunal pour les faire enrôler ; cependant, elle n'avait pas le pouvoir de juger ou de condamner des individus, et ces affaires devaient être transmises au swainmote ou au siège de la cour de justice.
- Court of regard: tenue tous les trois ans pour faire appliquer la loi imposant le dégriffage des chiens à l'intérieur de la forêt.
- Swainmote ou Sweinmote: avait lieu trois fois par an : la quinzaine avant la fête de Saint Michel, vers la fête de Saint Martin, et la quinzaine avant la fête de Saint Jean Baptiste. Elle était présidée par le Warden et les verderers, les foresters et les agisters étant présents. Les deux premières occasions étaient de régler respectivement l'agistment et le pannage ; le troisième avait pour but de juger les contrevenants devant un jury de swains ou d'hommes libres de la forêt. (On dit parfois que le nom du tribunal est dérivé du porc, probablement un malentendu par sa réglementation du pannage.)
- Le Court of justice-seat ou eyre était le plus élevé des tribunaux forestiers. Il devait se tenir tous les trois ans, être annoncé quarante jours à l'avance, et était présidé par un Justice in eyre (en). C'était, en théorie, le seul tribunal qui pouvait prononcer des peines contre les contrevenants aux lois forestières.

Dans la pratique, ces fines distinctions n'ont pas toujours été respectées. Dans la forêt de Dean, Sweinmote et Court of attachment semblent avoir été une seule et même chose pendant la majeure partie de son histoire. Comme les Court of justice-seat se tenaient moins fréquemment, les tribunaux inférieurs assumaient le pouvoir d'infliger des amendes aux contrevenants aux lois forestières, selon un calendrier fixe. Le Court of justice-seat est tombé en désuétude et, en 1817, le bureau de Justice in eyre (en) a été aboli et ses pouvoirs transférés au First commissioner of Woods and Forests (en) . Les tribunaux de Swainmote et d'attachment disparurent à diverses dates dans les différentes forêts. Une cour de Swainmote a été rétablie dans la New Forest en 1877.

## Histoire
Depuis la conquête normande de l'Angleterre, les terres forestières, de chasse et de garenne avaient été exemptées de la common law et soumises uniquement à l'autorité du roi, mais ces coutumes s'étaient estompées au moment de la Restauration.

### Guillaume le Conquérant
Guillaume le Conquérant, acteur originel de la Forest Law en Angleterre, n'a pas sévèrement pénalisé les contrevenants. Selon la Chronique anglo-saxonne, l'accusation selon laquelle il a imposé une loi, selon laquelle quiconque tue un cerf ou une biche doit être aveuglé n'est guère plus que de la propagande. William Rufus, également un chasseur passionné, a augmenté la sévérité des peines pour diverses infractions pour y inclure la mort et la mutilation. Les lois furent en partie codifiées sous les Assises de la Forêt (1184)  d'Henri II.

### Magna Carta
La Magna Carta, la charte imposée au roi Jean sans Terre par les barons anglais en 1215, contenait cinq clauses relatives aux forêts royales. Elles visaient à limiter, voire à réduire, les droits exclusifs du Roi tels qu'ils sont inscrits dans la Forest Law. Les clauses étaient les suivantes (extraites de la traduction de la Magna Carta):
- (44) Les personnes habitant hors forêt ne sont plus tenues de comparaître devant les juges royaux de la forêt (Royal Justices of the Forest) en réponse à des citations générales, à moins qu'elles ne soient effectivement mises en cause ou cautions d'une personne saisie pour un délit forestier.
- (47) Toutes les forêts qui ont été créées sous notre règne seront immédiatement déforestées. Les berges qui ont été enclavées sous notre règne seront traitées de la même manière.
- (48) Toutes les mauvaises coutumes relatives aux forêts et aux garennes, aux forestiers, aux gardiens, aux shérifs et à leurs serviteurs, ou aux berges des rivières et à leurs gardiens, doivent être immédiatement étudiées dans chaque comté par douze chevaliers assermentés du comté, et dans les quarante jours de leur enquête, les mauvaises coutumes doivent être abolies complètement et irrévocablement. Mais nous, ou notre juge en chef si nous ne sommes pas en Angleterre, devons d'abord être informés.
- (52) À tout homme que nous aurons privé ou dépossédé de terres, de châteaux, de libertés ou de droits, sans le jugement légitime de ses égaux, nous les restituerons immédiatement. En cas de contestation, l'affaire sera résolue par le jugement des vingt-cinq barons visés ci-dessous dans la clause de paix (§ 61). Dans les cas, cependant, où un homme a été privé ou dépossédé de quelque chose sans le jugement légitime de ses égaux par notre père le roi Henri ou notre frère le roi Richard, et que cela reste entre nos mains ou est détenu par d'autres sous notre garantie, nous aurons répit pour la période communément accordée aux croisés, à moins qu'un procès n'ait été commencé, ou qu'une enquête n'ait été faite à notre ordre, avant que nous ayons pris la croix en tant que croisé. A notre retour de la croisade, ou si nous l'abandonnons, nous rendrons aussitôt la pleine justice.
- (53) Nous aurons un sursis similaire [à celui de la clause 52] pour rendre justice en ce qui concerne les forêts qui doivent être déforestées ou qui resteront des forest, lorsque celles-ci seront boisées pour la première fois par notre père Henry ou notre frère Richard ; avec la tutelle des terres à la « redevance (fee) » d'autrui, alors que nous l'avons eue jusqu'ici en vertu d'une « redevance » détenue sur nous pour service de chevalier par un tiers ; et des abbayes fondées sur la « redevance » d'autrui, dans lesquelles le seigneur de la « redevance » revendique un droit. A notre retour de la croisade, ou si nous l'abandonnons, nous rendrons immédiatement justice aux plaintes à ce sujet.

### Charte des forêts
Après la mort de Jean, Henri III a été contraint d'accorder la Charte des forêts (1217), qui a encore réformé la Forest Law et a établi les droits d'agistment et de pannage sur les terres privées à l'intérieur des forêts. Il a également vérifié certaines des extorsions des forestiers. Une « ordonnance de la forêt » sous Édouard Ier a de nouveau vérifié l'oppression des officiers et introduit des jurys assermentés dans les tribunaux forestiers.

### Grande Pérambulation et après
En 1300, de nombreuses forêts (sinon toutes) ont été arpentées (pérambulation) et réduites considérablement dans leur étendue, en théorie à leur étendue à l'époque d'Henri II. Cependant, cela dépendait de la détermination des jurys locaux, dont les décisions excluaient souvent des terres forestières décrites dans le Domesday Book comme étant à l'intérieur de la forêt. Les rois successifs tentèrent de récupérer les « purlieus  » exclus d'une forêt par la Great Perambulation de 1300. Les agents forestiers infligeaient périodiquement des amendes aux habitants des purlieus pour ne pas se présenter au tribunal forestier ou pour des délits forestiers. Cela a conduit à des plaintes au Parlement. Le roi a promis de remédier aux griefs, mais n'a généralement rien fait.
Plusieurs forêts ont été aliénées par Richard II et ses successeurs, mais généralement le système s'est délabré. Henry VII a relancé les Swainmotes (tribunaux forestiers) pour plusieurs forêts et a tenu une Forest Eyre dans certaines d'entre elles. Henri VIII en 1547 plaça les forêts sous la Court of Augmentations (en) avec deux maîtres et deux arpenteurs généraux. A l'abolition de cette cour, les deux arpenteurs généraux devinrent responsables devant l'Échiquier. Ses divisions respectives étaient au nord et au sud de la rivière Trent.
Le dernier exercice sérieux de droit forestier par une cour de justice (Forest Eyre) semble avoir eu lieu vers 1635, dans une tentative de récolte de fonds.

### déforestartion, vente de terres forestières et Western Rising
À l'époque Tudor et après, la législation forestière était largement devenue anachronique et servait principalement à protéger le bois dans les forêts royales. James I et ses ministres Robert Cecil et Lionel Cranfield ont poursuivi une politique d'augmentation des revenus des forêts et lancé le processus de déforestation.
Cecil a fait les premiers pas vers l'abolition des forêts, dans le cadre de la politique de Jacques Ier d'augmenter ses revenus indépendamment du Parlement. Cecil a enquêté sur les forêts qui n'étaient pas utilisées pour la chasse royale et ne fournissait que peu de revenus de la vente du bois. La forêt de Knaresborough (en) dans le Yorkshire fut abolie. Les revenus de la forêt de Dean ont augmenté grâce aux ventes de bois pour la fonte du fer. Des enclosure ont été fabriqués à Chippenham et Blackmore pour l'herbage et le pannage.
Cranfield a commandé des enquêtes sur les terres d'Assart de diverses forêts, y compris Feckenham, Sedgemoor et Selwood, jetant les bases de l'abolition à grande échelle des forêts sous Charles Ier. Les commissaires nommés ont levé plus de 25 000 £ en s'associant avec les occupants, dont la propriété a été confirmée, sous réserve d'un loyer fixe. Le travail de Cranfield a conduit directement au déforestation de la forêt de Gillingham dans le Dorset et de Chippenham et Blackmore dans le Wiltshire. De plus, il a créé le modèle d'abolition des forêts suivi tout au long des années 1630.
Chaque déforestation commencerait par une commission de l'Échiquier, qui arpenterait la forêt, déterminerait les terres appartenant à la couronne et négocierait une compensation pour les propriétaires fonciers et les locataires dont les droits désormais traditionnels d'utilisation de la terre comme biens communs seraient révoqués. Une action en justice du procureur général se poursuivrait alors devant la Cour de l'Échiquier contre les résidents de la forêt pour intrusion, ce qui confirmerait le règlement négocié par la commission. Les terres de la Couronne seraient alors accordées (louées), généralement à des courtisans éminents, et souvent aux mêmes personnalités qui avaient entrepris les arpentages de la commission. Les plaintes légales concernant les règlements imposés et les indemnisations étaient fréquentes. 
Les déforestations ont provoqué des émeutes et des processions de charivari entraînant la destruction d'enclosure et la réoccupation de pâturages dans un certain nombre de forêts du West Country, notamment Gillingham, Braydon et Dean, connues sous le nom de Western Rising. Des émeutes ont également eu lieu à Feckenham, Leicester et Malvern. Les émeutes ont suivi la clôture physique des terres autrefois utilisées comme biens communs et ont fréquemment conduit à la destruction de clôtures et de haies. Certains auraient eu un caractère guerrier, avec des foules armées au nombre de centaines, par exemple à Feckenham. Les émeutiers de Dean ont entièrement détruit les enclosure entourant 3 000 acres en groupes comptant des milliers de participants.
Les perturbations concernaient généralement des artisans et des propriétaires de cottages qui n'avaient pas droit à une indemnisation. Les émeutes étaient difficiles à contrer, en raison du manque de milices efficaces et de la nature de basse extraction des participants . En fin de compte, cependant, l'enclosure a réussi, à l'exception de Dean et Malvern Chase.

### Après la Restauration
La forêt de Dean a été légalement rétablie en 1668. Une Forest Eyre a eu lieu pour la New Forest en 1670, et quelques-unes pour d'autres forêts dans les années 1660 et 1670, mais ce sont les dernières. À partir de 1715, les deux postes d'arpenteur sont occupés par la même personne. Les forêts royales restantes ont continué à être gérées (en théorie, du moins) au nom de la couronne. Cependant, les droits de pâturage des roturiers (commoners) semblent souvent avoir été plus importants que les droits de la couronne.
À la fin des années 1780, une commission royale fut nommée pour enquêter sur l'état des bois de la Couronne et de ceux qui subsistaient. Au nord du Trent, la forêt de Sherwood a survécu, au sud de celle-ci : la New Forest, trois autres dans le Hampshire, la forêt de Windsor dans le Berkshire, la forêt de Dean dans le Gloucestershire, Waltham ou Epping Forest dans l'Essex, trois forêts dans le Northamptonshire et Wychwood dans le Oxfordshire. Certains d'entre elles n'avaient plus de tribunaux Swainmote donc pas de supervision officielle. Ils ont divisé les forêts restantes en deux classes, celles avec et sans la Couronne en tant que principal propriétaire foncier. Dans certaines forêts du Hampshire et la forêt de Dean, la majeure partie du sol appartenait à la Couronne et celles-ci devaient être réservées à la culture du bois, pour répondre aux besoins en chêne pour la construction navale. Les autres seraient enclos, la Couronne recevant une « attribution » (compensation) en lieu et place de ses droits.
En 1810, la responsabilité des bois a été transférée des arpenteurs généraux (qui rendaient compte aux vérificateurs des revenus fonciers) à une nouvelle commission des bois, des forêts et des revenus fonciers (en) . De 1832 à 1851 les Travaux et Bâtiments s'ajoutent à leurs responsabilités. En 1851, les commissaires redeviennent commissaires des bois, forêts et revenus fonciers (en) . En 1924, les forêts royales ont été transférées à la nouvelle Commission forestière (aujourd'hui Forestry England (en) ).

## Forêts anciennes survivantes

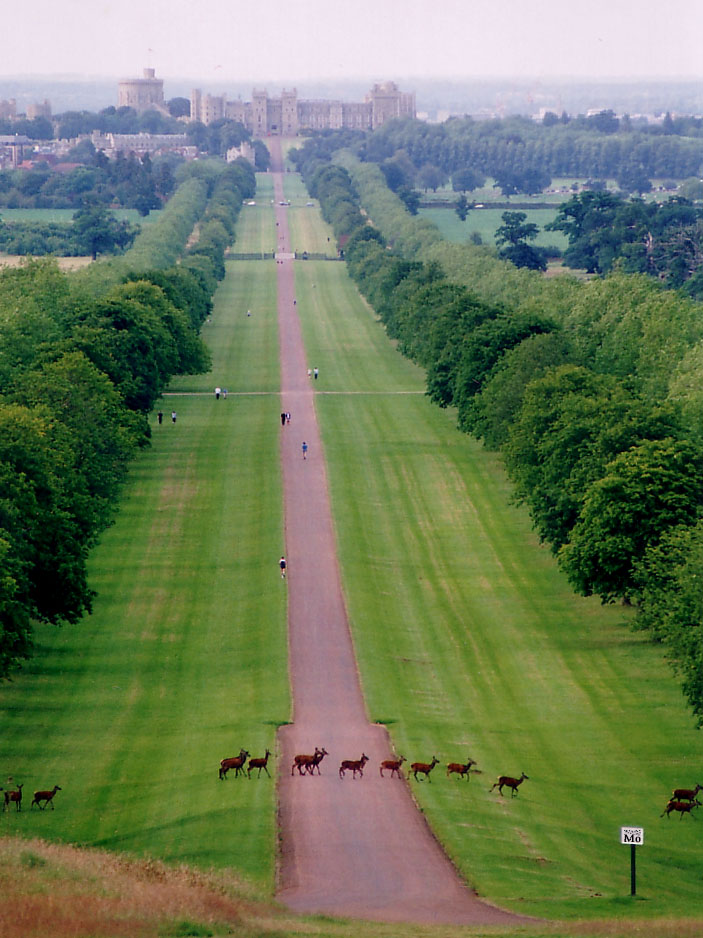
Cerf traversant le Long Walk du château de Windsor

### Forêt de Dean
La forêt de Dean a été utilisée comme source de charbon de bois, pour la fabrication du fer dans la forêt de 1612 à 1670 environ. Elle a fait l'objet d'une loi de reboisement en 1667. Les tribunaux ont continué à se tenir à la Speech House (en), par exemple pour réglementer les activités des Freeminers (en) . La vente de bois de feu pour le charbon de bois s'est poursuivie au moins jusqu'à la fin du XVIIIe siècle. Les cerfs ont été enlevés en 1850. La forêt est aujourd'hui fortement boisée, tout comme une importante zone autrefois privée à l'ouest, désormais traitée comme faisant partie de la forêt. Elle est gérée par Forestry England (en).

### Forêt d'Epping
L'étendue de la forêt d'Epping a été considérablement réduite par l'enclosure des propriétaires fonciers. La Corporation de Londres souhaitait le voir préservé en tant qu'open space reserved et obtint une injonction d'ouvrir quelque 3 000 acres (12,14 km2) qui avait été enclos au cours des 20 années précédentes. En 1875 et 1876, elle acheta 3 000 acres (12,14 km2) de friches ouvertes (open waste land). En vertu de l'Epping Forest Act 1878 (en), la forêt a été déforestées et la Forest Law a été abolie à son égard. Au lieu de cela, la société a été nommée Conservators of the Forest. La forêt est gérée par l'Epping Forest Committee.

### New Forest
Une loi a été adoptée pour éliminer les cerfs en 1851, mais abandonnée quand on s'est rendu compte que les cerfs étaient nécessaires pour garder ouvertes les «pelouses» non boisées de la forêt. Une tentative a été faite pour développer la forêt pour la culture du bois par un programme continu d'enclos. En 1875, un comité restreint de la Chambre des communes a recommandé de ne pas le faire, ce qui a conduit à l'adoption du New Forest Act 1877, qui limitait le droit de la Couronne à clôturer, réglementait les droits communs et reconstituait la Cour des Verderers. Une nouvelle loi a été votée en 1964. Cette forêt est également gérée par Forestry England (en).

### Forêt de Sherwood
Forêt depuis la fin de l'ère glaciaire (comme en témoignent les carottes d'échantillonnage de pollen), la forêt de Sherwood, réserve naturelle nationale du Royaume-Uni (en), englobe aujourd'hui 423,2 hectares (1 045 acres)  entourant le village d'Edwinstowe, le site de Thoresby Hall.
Le cœur de la forêt[réf. nécessaire] est la zone spéciale de conservation nommée Birklands et Bilhaugh. C'est un vestige d'une forêt de chasse royale plus ancienne et beaucoup plus grande, qui tire son nom de son statut de bois de shire (ou de sher) du Nottinghamshire, qui s'étendait sur plusieurs comtés voisins, bordés à l'ouest le long de la rivière Erewash (en) et par la forêt d'East Derbyshire (en). Lorsque le Domesday Book a été compilé en 1086, la forêt couvrait peut-être un quart du Nottinghamshire en bois et landes soumis aux lois forestières.

## Forêts royales par comté

### Angleterre
| Nom de la forêt                                          | Comté                                                              | date de disafforestation | Notes | Sol et paysage                                                  |
| -------------------------------------------------------- | ------------------------------------------------------------------ | ------------------------ | --- | --------------------------------------------------------------- |
| Aconbury                                                 | Herefordshire                                                      | 1216, part               | 360 acres assarted pour soutenir un couvent en 1216                                                                                 |                                                                 |
| Accrington                                               | Lancashire                                                         |                          | |                                                                 |
| Alice Holt and Woolmer Forests                           | Hampshire                                                          | 1812                     | [ 29 ] | Sols acides sablonneux et graveleux; chêne sec, bouleaux        |
| Allerdale Forest                                         | Cumberland                                                         |                          | [ 29 ] |                                                                 |
| Alnwick                                                  | Northumberland                                                     | 1280                     | [ 29 ] |                                                                 |
| Alveston                                                 | Gloucestershire                                                    |                          | [ 29 ] |                                                                 |
| Archenfield                                              | Herefordshire                                                      | 1251                     | [ 29 ] |                                                                 |
| Ashurst                                                  | Sussex                                                             |                          | [ 29 ] |                                                                 |
| Bagshot                                                  | Surrey                                                             |                          | Partte de la Windsor Forest | Sols acides sablonneux et graveleux; chêne sec, bouleaux        |
| Becontree                                                | Essex                                                              |                          | [ 29 ] |                                                                 |
| Bedfordshire                                             | Bedfordshire                                                       | 1191, Part disafforested | [ 29 ] |                                                                 |
| Bere Forest including Bere Ashley                        | Hampshire et Dorset                                                | 1269, in Dorset          | [ 29 ] | Sols acides sablonneux et graveleux; chêne sec, bouleaux        |
| Bere Porchester                                          | Hampshire                                                          | 1810                     | [ 31 ] | Sols acides sablonneux et graveleux; chêne sec, bouleaux        |
| Berkshire                                                | Berkshire                                                          | 1227                     | [ 31 ] |                                                                 |
| Bernwood Forest                                          | Buckinghamshire                                                    | 1622                     | Including Brill and Panshill | Clay soils, woodlands                                           |
| Bernwood Forest                                          | Oxfordshire                                                        | 1622                     | Partly in Bucks | Clay soils, woodlands                                           |
| Blackmoor Forest                                         | Dorset                                                             | 1277                     | [ 31 ] | Heavy clay soils, dense oak forest                              |
| Blackmore                                                | Wiltshire                                                          |                          | Alias Melksham |                                                                 |
| Bolsover Forest                                          | Derbyshire                                                         |                          | [ 31 ] |                                                                 |
| Bowland                                                  | Lancashire and Yorkshire                                           |                          | |                                                                 |
| Braydon Forest or Forest of Braden                       | Wiltshire                                                          | 1630                     | Including parish of Minety, at that time in Gloucestershire Disafforested with riots                                                | Heavy clay soils, dense oak forest                              |
| Brewood Forest                                           | Staffordshire or Shropshire                                        | 1204                     | [ 31 ] |                                                                 |
| Brigstock                                                | Northamptonshire                                                   | 1638                     | Part of Rockingham Forest |                                                                 |
| Brill                                                    | Buckinghamshire                                                    |                          | Part of Bernwood Forest |                                                                 |
| Burrington Forest                                        |                                                                    |                          | |                                                                 |
| Carlisle                                                 | Cumberland                                                         |                          | or Inglewood Forest |                                                                 |
| Cannock Chase                                            | Staffordshire                                                      | 1290, in part            | 1290 partially given to the Bishop of Coventry and Lichfield for a Chase                                                            |                                                                 |
| Charnwood Forest                                         |                                                                    |                          | |                                                                 |
| Chelmsford                                               | Essex                                                              |                          | |                                                                 |
| Chippenham                                               | Wiltshire                                                          | 1618–23                  | Perhaps excepting Bowood or Pewsham New Park                                                                                        | Heavy clay soils, dense oak forest                              |
| Chute Forest                                             | Hampshire and Wiltshire                                            | 1639–61                  | Included Finkley and Digerley Forests                                                                                               |                                                                 |
| Cirencester                                              | Gloucester                                                         |                          | Possibly Braydon |                                                                 |
| Clarendon Forest                                         | Wiltshire                                                          | 1664 (Clarendon)         | Including Panchet Wood and Milchet Park, with the associated Forest of Buckholt, Hampshire                                          |                                                                 |
| Claverley and Worfield                                   | Shropshire                                                         |                          | [ 34 ] |                                                                 |
| Cornbury                                                 | Oxfordshire                                                        |                          | Or Wychwood |                                                                 |
| Cornwall                                                 | Cornwall                                                           | 1204                     | Two woods and two moors disafforested 1215                                                                                          |                                                                 |
| Dartmoor                                                 | Devon                                                              | 1204                     | Annexed to Duchy of Cornwall 1337                                                                                                   | High moorlands                                                  |
| Dean                                                     | Gloucestershire and Herefordshire                                  |                          | [ 34 ] | Midland clay plain, oak forest                                  |
| Delamere                                                 | Cheshire                                                           | 1812                     | Also known as Mara and Moudrem; outside of normal forest administration                                                             |                                                                 |
| Duffield Frith                                           | Derbyshire                                                         |                          | A group of six royal forests |                                                                 |
| East Derbyshire                                          |                                                                    |                          | |                                                                 |
| Epping Forest part of Waltham Forest                     | Essex                                                              | 1878                     | Epping Forest Act 1878 established preservation and common rights                                                                   |                                                                 |
| Forest of Essex                                          | Essex                                                              | 1204                     | Entire county afforested to 1204 |                                                                 |
| Essex, north                                             | Essex                                                              | 1204                     | "North of the Stanestreet",, Tendring Hundred 1228                                                                                  | Boulder clay, fertile lands                                     |
| Exmoor Forest                                            | Devon and Somerset                                                 | 1815                     | [ 36 ] | High moorlands                                                  |
| Farndale Forest                                          | Yorkshire                                                          | 1209                     | [ 36 ] |                                                                 |
| Feckenham Forest                                         | Worcestershire and Warwickshire                                    | 1622–31                  | Riots on disafforestation 1630–31                                                                                                   | Midland clay plain, woodlands                                   |
| Filwood                                                  | Somerset                                                           |                          | Part of Kingswood |                                                                 |
| Freemantle Forest                                        | Hampshire                                                          |                          | [ 36 ] |                                                                 |
| Galtres                                                  | Yorkshire                                                          | 1629                     | [ 36 ] |                                                                 |
| Geddington                                               | Northamptonshire                                                   | 1676                     | Part of Rockingham Forest |                                                                 |
| Gillingham Forest                                        | Dorset                                                             | 1625                     | [ 36 ] | Heavy clay soils, dense oak forest                              |
| Groveley Forest                                          | Wiltshire                                                          | 1500s                    | [ 36 ] |                                                                 |
| Haughmond                                                | Shropshire                                                         |                          | [ 36 ] |                                                                 |
| Hainault                                                 |                                                                    | 1851                     | Part of Essex Forest |                                                                 |
| Hartforth                                                | Yorkshire                                                          | 1203                     | [ 36 ] |                                                                 |
| Harewood                                                 | Herefordshire                                                      |                          | [ 36 ] | Midlands clay plain                                             |
| Hastings, Rape of                                        | Sussex                                                             | 1206-7                   | [ 36 ] |                                                                 |
| Hatfield Forest                                          | Essex                                                              |                          | Part of former Essex Forest |                                                                 |
| Hay of Hereford                                          | Herefordshire                                                      |                          | | Midlands clay plain                                             |
| Forest of High Peak                                      | North Derbyshire                                                   |                          | |                                                                 |
| Horwood                                                  | Herefordshire                                                      |                          | [ 38 ] |                                                                 |
| Forest of Huntingdonshire                                | Huntingdonshire                                                    |                          | Mainly Forests of Weybridge, Sapley and Herthey. Whole small county in Modèle:Abbreviation13th                                      |                                                                 |
| Inglewood Forest                                         | Cumberland                                                         |                          | Sometimes including Allerdale |                                                                 |
| Irchenfield Forest                                       | Herefordshire                                                      | 1251                     | |                                                                 |
| Isle of Wight Forest                                     | Hampshire                                                          |                          | [ 38 ] |                                                                 |
| Kesteven Forest                                          | Lincolnshire Fens                                                  | 1230                     | 'Forest of the March' NB: this is not the modern forestry management district of the same name                                      | Marsh, fens                                                     |
| Keynsham Forest                                          | Somerset                                                           |                          | Alias Kingswood |                                                                 |
| Kingswood                                                | Gloucestershire                                                    |                          | Alias Keynsham |                                                                 |
| Kilpeck                                                  | Herefordshire                                                      |                          | [ 38 ] |                                                                 |
| King's Cliffe                                            | Northamptonshire                                                   |                          | Part of Rockingham Forest |                                                                 |
| Kinver Forest                                            | Staffordshire formerly extending into Worcestershire               |                          | [ 38 ] | Midland clay plain, woodlands                                   |
| Knaresborough Forest                                     | Yorkshire                                                          |                          | [ 38 ] |                                                                 |
| Lee                                                      | Rutland                                                            |                          | Or Leighfield |                                                                 |
| Langwith Hay                                             | Yorkshire                                                          |                          | |                                                                 |
| Leicester Forest                                         | Leicestershire                                                     | 1628                     | Riots occurred at disafforestation.                                                                                                 |                                                                 |
| Long Forest                                              | Shropshire                                                         |                          | Incl Longmynd, Stapelwood, Burswood, Lythwood and Stapleton                                                                         | Midland clay plain, woodlands                                   |
| Long Mynd or Strattondale                                | Shropshire                                                         |                          | |                                                                 |
| Lonsdale (including Wyresdale and Quernsmore)            | Lancashire                                                         | 1267                     | [ 41 ] |                                                                 |
| Linwood                                                  | Hampshire                                                          |                          | Part of the New Forest |                                                                 |
| Macclesfield Forest                                      | Cheshire                                                           |                          | See Delamere Forest |                                                                 |
| Malvern Forest                                           | Worcestershire                                                     | 1290                     | After this, strictly a chase | Midland clay plain, woodlands; upland moors                     |
| Malvern Chase                                            | Worcestershire                                                     | 1632, 1676               | Strictly a chase, but 'disaforrested' with riots, confirmed 1676; Malvern Hills Act 1884 established preservation and common rights | Midland clay plain, woodlands ; upland moors                    |
| Mara et Mondrum                                          | Cheshire                                                           | 1812                     | Delamere Forest is a remnant |                                                                 |
| Melchet                                                  | Wiltshire                                                          | 1577–1614                | In southeast of county, between Clarendon and Hampshire border,                                                                     |                                                                 |
| Melksham and Chippenham Forest                           | Wiltshire                                                          | 1623                     | [ 41 ] | Heavy clay soils, dense oak forest                              |
| Mendip Forest                                            | Somerset                                                           |                          | Also known as Cheddar |                                                                 |
| Forest of Middlesex                                      | Middlesex and part of modern Hertfordshire                         | 1218                     | [ 45 ] |                                                                 |
| Morfe Forest                                             | Shropshire                                                         |                          | lying east and southeast of Bridgnorth                                                                                              | Midland clay plain, woodlands                                   |
| Needwood Forest                                          | Staffordshire, east                                                |                          | was parcel of the Duchy of Lancaster; Chase?                                                                                        |                                                                 |
| Neroche Forest                                           | Somerset                                                           | 1627–29                  | [ 41 ] |                                                                 |
| New Forest                                               | Hampshire                                                          | 1877                     | New Forest Act 1877 préservation établie et droits communs                                                                          | Sols acides sablonneux et graveleux; chêne sec, bois de bouleau |
| New Forest, Staffordshire                                | Staffordshire                                                      | 1204                     | [ 41 ] |                                                                 |
| North Petherton                                          | Somerset                                                           |                          | [ 41 ] |                                                                 |
| Forest of Northumberland                                 | Northumberland                                                     | 1280                     | [ 41 ] |                                                                 |
| Ombersley and Horewell                                   | Worcestershire                                                     | 1229                     | [ 46 ] | Midland clay plain, woodlands                                   |
| Ongar                                                    | Essex                                                              |                          | [ 46 ] |                                                                 |
| Ouse and Derwent                                         | Yorkshire                                                          | 1234                     | [ 46 ] |                                                                 |
| Oxford and Stamford Bridges                              | Northamptonshire, Oxfordshire, Buckinghamshire and Huntingdonshire |                          | [ 46 ] |                                                                 |
| Pamber Forest                                            | Hampshire                                                          | 1614                     | Granted to John Waller and Thomas Pursell                                                                                           |                                                                 |
| Peak                                                     | Derbyshire                                                         | 1639–1674                | [ 46 ] | Limestone uplands                                               |
| Penchet                                                  |                                                                    |                          | Part of Clarendon Forest |                                                                 |
| Pendle                                                   | Lancashire                                                         |                          | |                                                                 |
| Pickering Forest                                         | North Yorkshire                                                    | 1639                     | [ 46 ] | Sandstone upland plateau                                        |
| Poorstock Forest                                         | Dorset                                                             |                          | (see Powerstock) |                                                                 |
| Purbeck                                                  | Dorset                                                             | 1550                     | Granted to Duke of Somerset |                                                                 |
| Rockingham Forest                                        | Northamptonshire                                                   | 1638 & 1795-6            | Including Brigstock, Cliffe, Geddington and Northampton Park; Bailiwicks disafforested 1790s                                        | Clay soils, woodlands                                           |
| Forest of Rossendale                                     | Lancashire                                                         |                          | |                                                                 |
| Forest of Rutland, with Sauvey Forest                    | Leicestershire                                                     | 1398                     | Granted to the Duke of Abermarle |                                                                 |
| Ryedale                                                  | Yorkshire                                                          | 1204                     | [ 46 ] |                                                                 |
| Salcey Forest                                            | Buckinghamshire and Northamptonshire                               | 1825                     | [ 48 ] | Clay soils, woodlands                                           |
| Sauvey                                                   | Leicestershire                                                     | 1236                     | Except Withcote, 1627 |                                                                 |
| Savernake Forest                                         | Berkshire and Wiltshire                                            | 1550                     | Or Marlborough Forest; Granted to Duke of Somerset                                                                                  |                                                                 |
| Selwood Forest                                           | Somerset and Wiltshire                                             | 1627–29                  | [ 48 ] | Heavy clay soils, dense oak forest                              |
| Sherwood Forest                                          | Nottinghamshire                                                    | 1818                     | Famous by its historic association with the legend of Robin Hood.                                                                   | Clay plain, woodlands                                           |
| Shirlett Forest                                          | Shropshire                                                         |                          | Final extent was a small area northwest of Bridgnorth                                                                               |                                                                 |
| Shotover Forest                                          | Oxfordshire                                                        |                          | Including Stowood | Clay soils, woodlands                                           |
| Skipton                                                  | Yorkshire                                                          |                          | |                                                                 |
| Somerton Warren                                          | Somerset                                                           |                          | |                                                                 |
| Spaunton                                                 | Yorkshire                                                          |                          | [ 48 ] |                                                                 |
| Stapelwood (including Buriwood, Lythewood and Stepelton) | Shropshire                                                         |                          | |                                                                 |
| Surrey, south                                            | Surrey                                                             | 1191                     | South of the Guildford Road |                                                                 |
| Trawden                                                  | Lancashire                                                         |                          | |                                                                 |
| Treville                                                 | Herefordshire                                                      | 1230                     | Granted to John of Monmouth |                                                                 |
| Waltham Forest                                           | Essex                                                              |                          | Last remnant of Forest of Essex |                                                                 |
| Windsor Forest                                           | Berkshire, Surrey and negligibly Hampshire                         | 1813                     | [ 49 ] | Sandy, gravelly acid soils; dry oak, birch wood                 |
| Forest of Wirral                                         | Cheshire                                                           | 1376                     | [ 49 ] |                                                                 |
| Whittlewood Forest                                       | Buckinghamshire, Northamptonshire and Oxfordshire                  |                          | | Clay soils, woodlands                                           |
| Woodstock Forest                                         | Oxfordshire                                                        |                          | [ 49 ] |                                                                 |
| Woolmer Forest                                           | Hampshire                                                          | 1855                     | [ 49 ] | Sandy, gravelly acid soils; dry oak, birch wood                 |
| Wrekin Forest                                            | Shropshire                                                         |                          | (more strictly Mount Gilbert Forest) (including Wellington and Wombridge) and the associated Forest of Haughmond                    | Midland clay plain, woodlands                                   |
| Wychwood Forest                                          | Oxfordshire                                                        | 1853                     | [ 49 ] | Heavy clay soils, dense oak forest                              |
| Wyre Forest                                              | Worcestershire and Shropshire                                      |                          | Strictly only a chase |                                                                 |
| Yardley Chase                                            | Northants                                                          |                          | |                                                                 |

### Irlande
Une seule forêt royale est connue pour avoir été formée dans la seigneurie d'Irlande.
| Nom de la forêt | Comté   | Date de Disafforestation | Remarques | Sol ou paysage |
| --------------- | ------- | ------------------------ | --- | -------------- |
| Glencree        | Wicklow | c. 1315                  | En 1244, soixante biches et vingt dollars reçurent l'ordre d'être "pris vivants dans les parcs du roi les plus proches du port de Chester pour être envoyés au port de Dalkey, en Irlande, et livrés au trésorier du roi à Dublin pour approvisionner le parc du roi de Glencry. ." Il est mentionné pour la dernière fois sous le règne d'Édouard Ier et aurait été détruit pendant la campagne de Bruce en Irlande (1315–18),. | Podzol, chênes |